# John Alcock (Pilot)

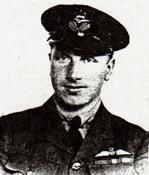
William Alcock (1919)

Sir John William Alcock KBE (* 5. November 1892 in Heaton Moor, Manchester; † 18. Dezember 1919 in Rouen, Frankreich) war ein britischer Pilot. Zusammen mit seinem Navigator Arthur Whitten Brown gelang Alcock am 14./15. Juni 1919 der erste Nonstopflug über den Atlantik.

## Leben
John Alcock beendete im Jahre 1908 seine Schulausbildung und arbeitete zunächst in einer Motorradwerkstatt. Er interessierte sich für das Fliegen und wurde in einer Flugzeugfabrik als Mechaniker angestellt. Im Jahre 1911 erlernte er das Fliegen und absolvierte am 26. November 1912 die Pilotenprüfung. Im Ersten Weltkrieg wurde er Testpilot und Fluglehrer. Im Dezember 1916 geriet er in Mazedonien in türkische Gefangenschaft. Er wurde am 10. März 1919 offiziell als Captain aus der Armee entlassen.
Sir John Alcock kam am 18. Dezember 1919 ums Leben, als er ein neues Vickers-Flugzeug nach Paris überführte. In der Nähe von Rouen geriet das Flugzeug in starken Wind und stürzte ab. Die Ärzte des No. 6 British General Hospital in Rouen erreichten die abgelegene Absturzstelle erst mit Verzögerung und konnten das Leben des Piloten nicht mehr retten.

## Erster Transatlantik-Nonstopflug
John Alcock und Arthur Whitten Brown überquerten in einer Vickers Vimy am 14./15. Juni 1919 als erste Menschen in einem Flugzeug nonstop den Atlantik, und zwar von West nach Ost. Der Flug startete um 13:45 h Ortszeit in St. John’s, Neufundland; die Landung erfolgte nach 16 Stunden und 12 Minuten Flugzeit nach 1980 geflogenen nautischen Meilen (3.667 km) in der Nähe von Clifden in Irland.
Der Flug wurde mit einem speziell für den Flug umgebauten Vickers Vimy-Bomber durchgeführt, der als Langstreckenbomber im Ersten Weltkrieg entwickelt worden war. Während des Fluges musste Brown aus dem Cockpit steigen, um einen der beiden Motoren vom Eis zu befreien. Alcock und Brown gewannen mit dem Flug einen Preis von 10.000 £ für den ersten Nonstopflug über den Atlantik, den der Inhaber der Londoner Zeitung Daily Mail, Lord Northcliffe, 1913 ausgesetzt und 1918 erneuert hatte. Bei der Landung erwies sich die ausgewählte „grüne Wiese“ als Teil eines Hochmoores, des Derrygimlagh Bog, so dass die Räder im Sumpf versanken und die Maschine sich auf die Nase stellte. Alcock und Brown blieben unverletzt.
Die Motorenentwicklung lieferte Harry Ricardo, das optimierte Flugbenzin die Royal Dutch Shell Company durch Robert Waley Cohen.
Nach dem Flug erhielten Alcock und Brown in London von Winston Churchill das Preisgeld überreicht und wurden am nächsten Tag von König Georg V. als Knight Commander des Order of the British Empire zum Ritter geschlagen. Die Bemerkung von Lord Northcliffe, er sehe es als gutes Zeichen für die Zukunft, dass der Flug von einem Land des britischen Commonwealth gestartet und in einem weiteren beendet worden sei – zu einem Zeitpunkt, da Irland intensiv die Unabhängigkeit anstrebte – löste in Irland einen Eklat aus.
Ein Denkmal in Connemara, südlich von Clifden, erinnert an den Flug. John Alcock zu Ehren ist zudem die Alcock-Insel vor der Westküste des antarktischen Grahamlands benannt.

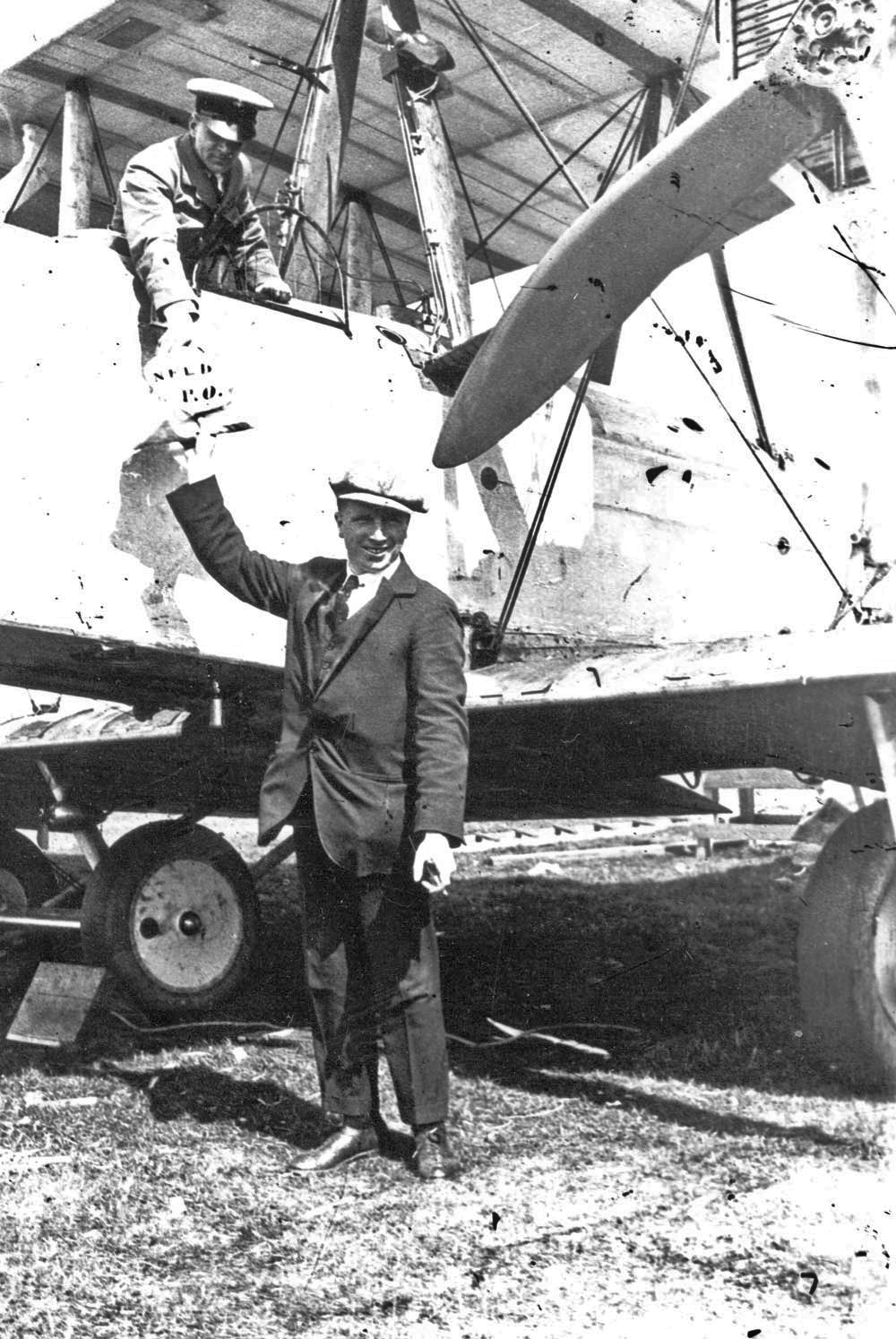
Brown (oben) und Alcock (unten) laden am 14. Juni 1919 vor dem Start von Lester's Field Post in die Vickers Vimy
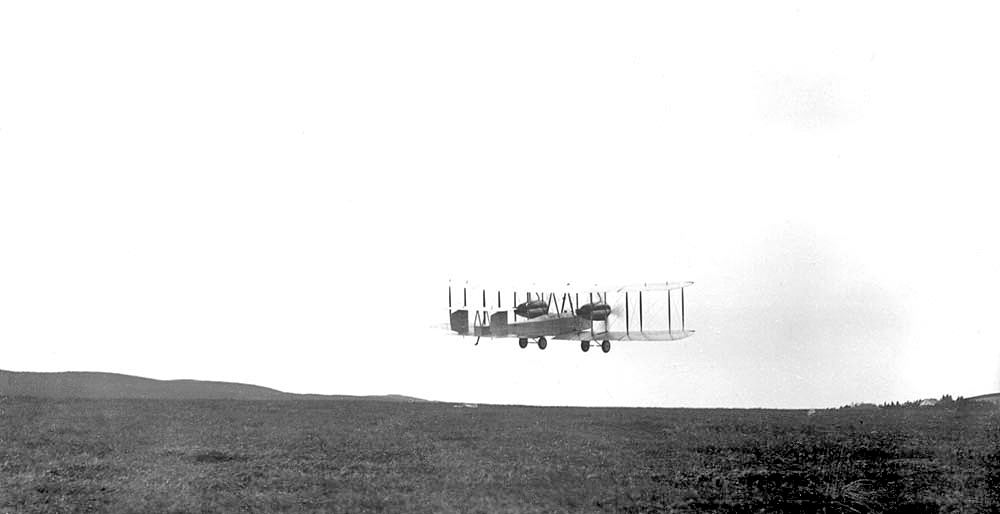
Die Vickers Vimy von Alcock und Brown in St. John’s, Neufundland am 14. Juni 1919
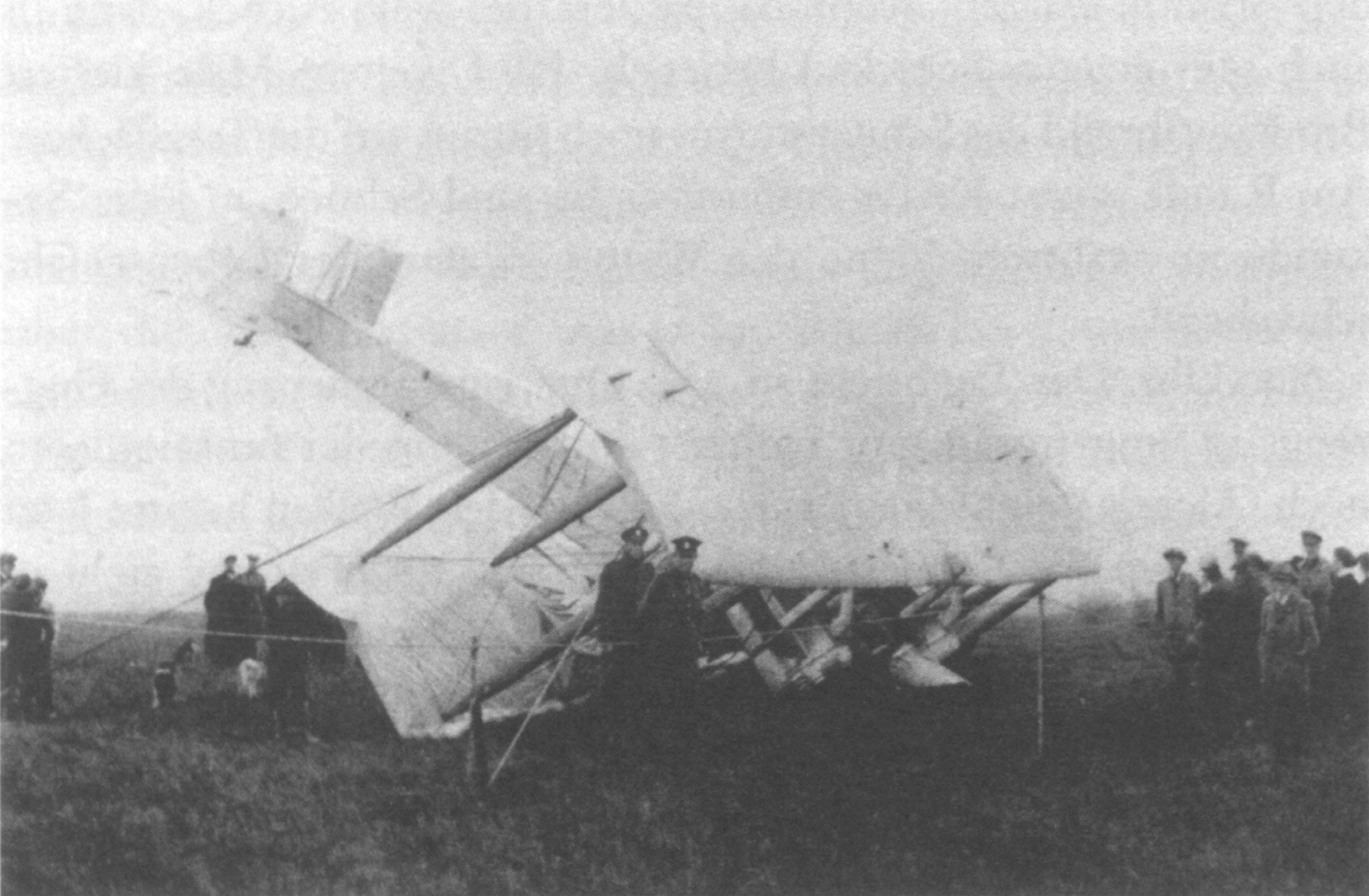
Die Vickers Vimy von Alcock und Brown nach der Landung bei Clifden, Irland am 15. Juni 1919
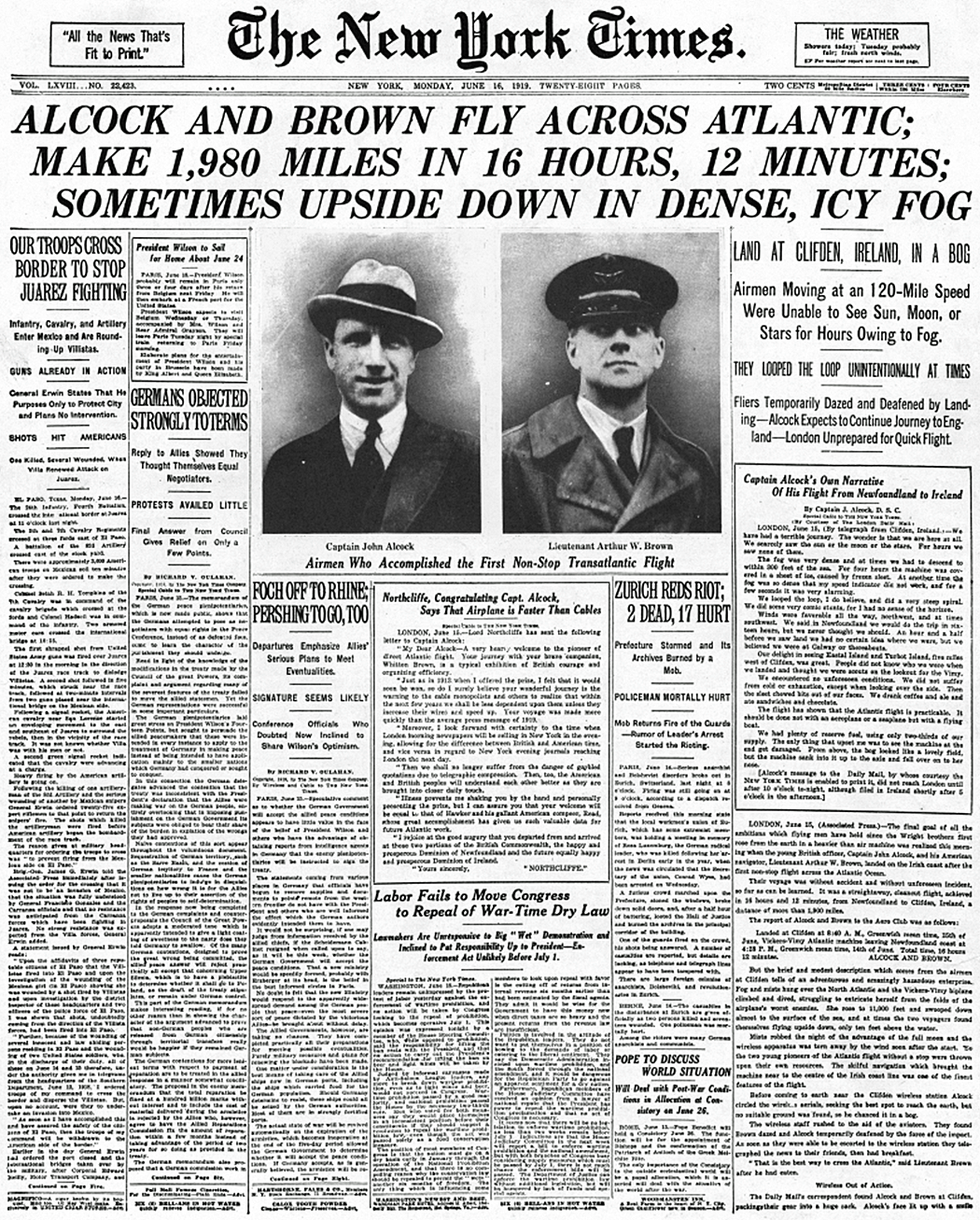
Die Titelseite der New York Times vom 16. Juni 1919

Der Transatlantikflug von Alcock und Brown wurde am 31. Mai 1950 durch die kanadische Regierung, auf Vorschlag des Historic Sites and Monuments Board of Canada, zu einem „nationalen historischen Ereignis“ erklärt.